# Hochfelln
Der Hochfelln ist ein 1674 m ü. NHN hoher Berg in den Chiemgauer Alpen südlich von Bergen und westlich von Ruhpolding im oberbayerischen Landkreis Traunstein. Sein ihn westlich überragender Nachbar ist der  Hochgern (1748 m).

## Zugang
Der Gipfel kann zu Fuß erklommen werden, es führt aber auch die Hochfellnseilbahn von Bergen aus mit einem Halt auf halber Höhe (Bründlingalm – 1160 m)  zur Spitze. Ein Aufstieg von Bergen ist der Wanderweg Nr. 10 vom Weißachental (Bergener Hochfellnweg). Von Ruhpolding aus ist für Trittsichere der Aufstieg über die Strohnschneid möglich, leichter und weniger ausgesetzt ist der Weg über die Thoraualm . Der eigentliche Ruhpoldinger Hochfellnweg führt von der Ruhpoldinger Glockenschmiede aus über die Farnbödenalm und die Fellnalm zum Gipfel. Ein Zugang von Ruhpoldinger Seite durch das Tal des Steinbachs ist ebenfalls beliebt, da von der Steinbergalm (1002 m) die Bründlingalm bequem zu erreichen ist. Die Bergener Anstiege erfolgen alle über die Bründlingalm, die mittels Forststraßen entlang des Weiß- und des Schwarzachentals erschlossen ist.

## Geographie
Der Bergstock des Hochfellns stellt die Kulmination eines langen Gratstücks dar, welches von der Urschlauer Achen im Ruhpoldinger Talkessel über den Haßlberg (1117 m), die Poschinger Wand (1293 m) und die Strohnschneid (1465 m) in westnordwestlicher Richtung heraufzieht. Der Westgrat des Hochfellns neigt sich relativ sanft zum Rötlwandkopf (1379 m), der dann aber recht steil ins Weißachental abbricht. Nach Norden fällt der Berg recht steil über die Tröpflwand zur Bründlingalm hin ab und verflacht dann zur Einsattelung der Gleichenbergalm am Südhang des Gleichenbergs (1158 m). Der Südgrat leitet hinüber zum Thoraukopf (1481 m), Weißgrabenkopf (1578 m), Gröhrkopf (1562 m) und schließlich zur Haaralmschneid (1595 m). Dieser in etwa gleichhoch bleibende Südgrat trennt das Eschelmoostal im Westen vom Tal der Urschlauer Achen im Südosten.
Vom Bergstock des Hochfellns gehen mehrere Gewässer aus, die entweder im Einzugsgebiet der Weißachen oder der Weißen Traun gesammelt werden. Ihre Wasserscheide verläuft am Rücken zwischen Bründlingalm und Steinbergalm nach Nordnordost zum Scheichenberg (1243 m). An der Südwestseite entspringt der Kaumgraben, ein rechter Nebenfluss der Weißachen. Auf der Nordwestseite haben sich südlich der Menkenböden mehrere Gräben eingeschnitten, die sich ebenfalls rechtsseitig in die Weißachen ergießen. Die Nordostseite des Berges wird ab der Tröpflwand zum Schwarzachental hin entwässert. Aus der Ostflanke tritt an der Farnbodenalm ein Bach hervor, der sich etwas talauswärts mit dem Thoraubach vereinigt, welcher unterhalb der Glockenschmiede die Urschlauer Achen erreicht. Der Steinbach schließlich mit seinen beiden Oberläufen Strohngraben und Erbergraben drainiert das nordseitig der Strohnschneid gelegene Längstal nach Ostsüdost in Richtung Ruhpolding und mündet dann nördlich des Ortskerns in die Weiße Traun.

## Geologie

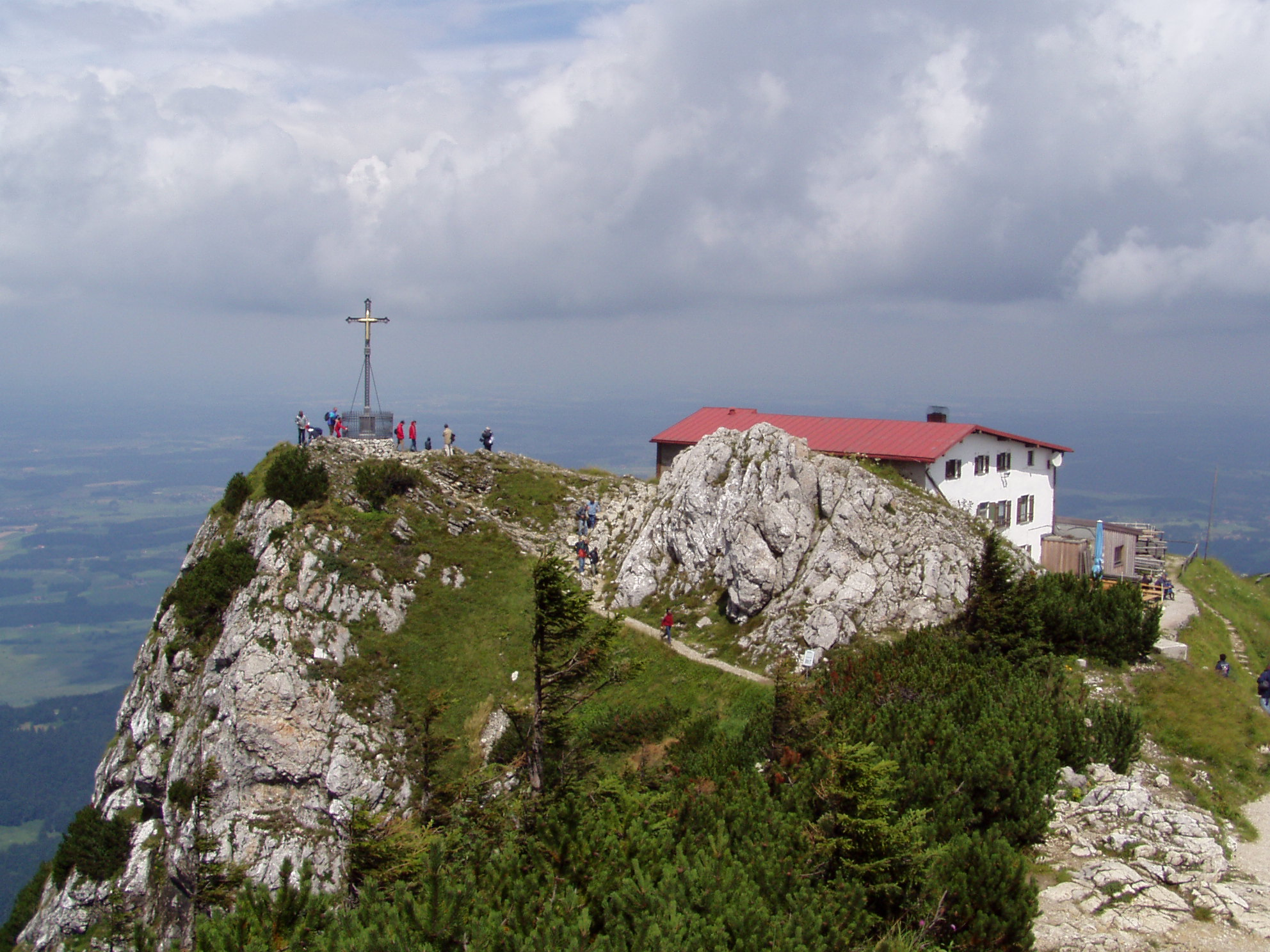
Gipfelkreuz des Hochfellns und Hochfellnhaus. Unter dem Gipfelkreuz ist dickbankiger Oberrhätkalk zu sehen, der von dünnbankigen Lias-Kieselkalken überlagert wird.

Der Hochfelln ist eng mit der Deckenstirn der bajuvarischen Lechtal-Decke assoziiert, die hier die nördlich vorgelagerte Allgäu-Decke überfährt. Der Berg liegt dem Nordflügel des Synklinoriums der Hochfelln-Mulde auf, welche ihrerseits die an der Deckenstirn eingequetschte Hochfelln-Stirnschuppe überschiebt. Stirnschuppe und Synklinorium bestehen vorwiegend aus Hauptdolomit des Noriums, in den unterhalb des Gipfelbereichs Plattenkalk, Oberrhätkalk und Unterjura in kleinen Muldenzügen eingefaltet sind. 
Die Hochfelln-Mulde ist eine nach Westen aushebende Muldenstruktur, die sich am Gipfel in zwei Spezialmulden bestehend aus Oberrhät/Lias-Riffkalk/Lias-Hornsteinkalk aufgliedert. Die Spezialmulden sind ihrerseits an kleineren Ost-streichenden, steilstehenden Verwerfungen abgesenkt. 
Die nur maximal 250 Meter breite Stirnschuppe zeigt recht steil nach Süden einfallenden Hauptdolomit an der Sohle, wird aber weiter im Hangenden von einem schmalen Streifen aus Oberrhätkalk, Ruhpoldinger Marmor (Oberjura) und Aptychenschichten des Neokoms (Unterkreide) intern überschoben. Generell stellt sie einen zusammengepressten Sattel mit der reduzierten Schwellenfaziesabfolge Hauptdolomit/Oberhätkalk/roter Oberjurakalk (Haßlbergkalk) dar. 
Die Deckenstirn streicht Ostnordost bis Ost an der Nordwestseite des Hochfellns, biegt aber dann gen Ruhpolding in die Ostsüdost-Richtung um. Verschiedene Formationen der Allgau-Decke gerieten unter die vorrückende Lechtal-Decke – meist Neokom, aber auch Cenomanium (Branderfleck-Formation) und andere. Ein Großteil des Deckenkontakts wird leider von Hangschutt verborgen.
Direkt unterhalb des Gipfelkreuzes stehen die hier nach Süden einfallenden Hochfellnschichten an. Es handelt sich um relativ dickgebankte unterliassische Kalke in Oberrhätkalk-Fazies, die von dünngebankten Kieselkalken der liassischen Scheibelberg-Formation überlagert werden. In der hornsteinführenden Fazies des Riffschuttkalks am Hochfellngipfel hatte schon Carl Wilhelm von Gümbel unterliassische Fossilien – in Nestern angereichert und verkieselt – gefunden. Neben zahlreichen Schnecken kamen auch Ammoniten zum Vorschein, darunter ein Arietites altofellensis, der eine eindeutige stratigraphische Zuordnung ins Sinemurium gestattet. Das Hochfellnhaus steht beispielsweise auf weißgrauem massigem Riffkalk, der verkieselte Fossilien enthält. 
Auf der Südwestseite des Hochfellns treten erstmals stratigraphisch unter dem Hauptdolomit gelegene Raibler Schichten zum Vorschein. Sie gehören zum Eschelmoos-Sattel, der hier in zwei Äste aufgespalten ist und in seinem Kern Wettersteinkalk aufweist. Der nördliche Ast überschiebt entlang des Kaumgrabens steil den Hauptdolomit. Der südliche Sattelast wird an einer steilstehenden Störung von der nördlichen Struktur abgetrennt.
Der Hochfelln liegt im Bereich des generellen Umbiegens der tektonischen Strukturen von Ost auf Ostsüdost. Dies ging mit der Anlage von vorwiegend Nordost-streichenden und rechts-versetzenden Querbrüchen einher. Betroffen sind hiervon der Nordrand der Hochfelln-Mulde, die Stirnschuppe, die Deckengrenze und die ihr vorgelagerten, recht eng stehenden Faltenzüge in der Allgäu-Decke.

### Lokalgletscher

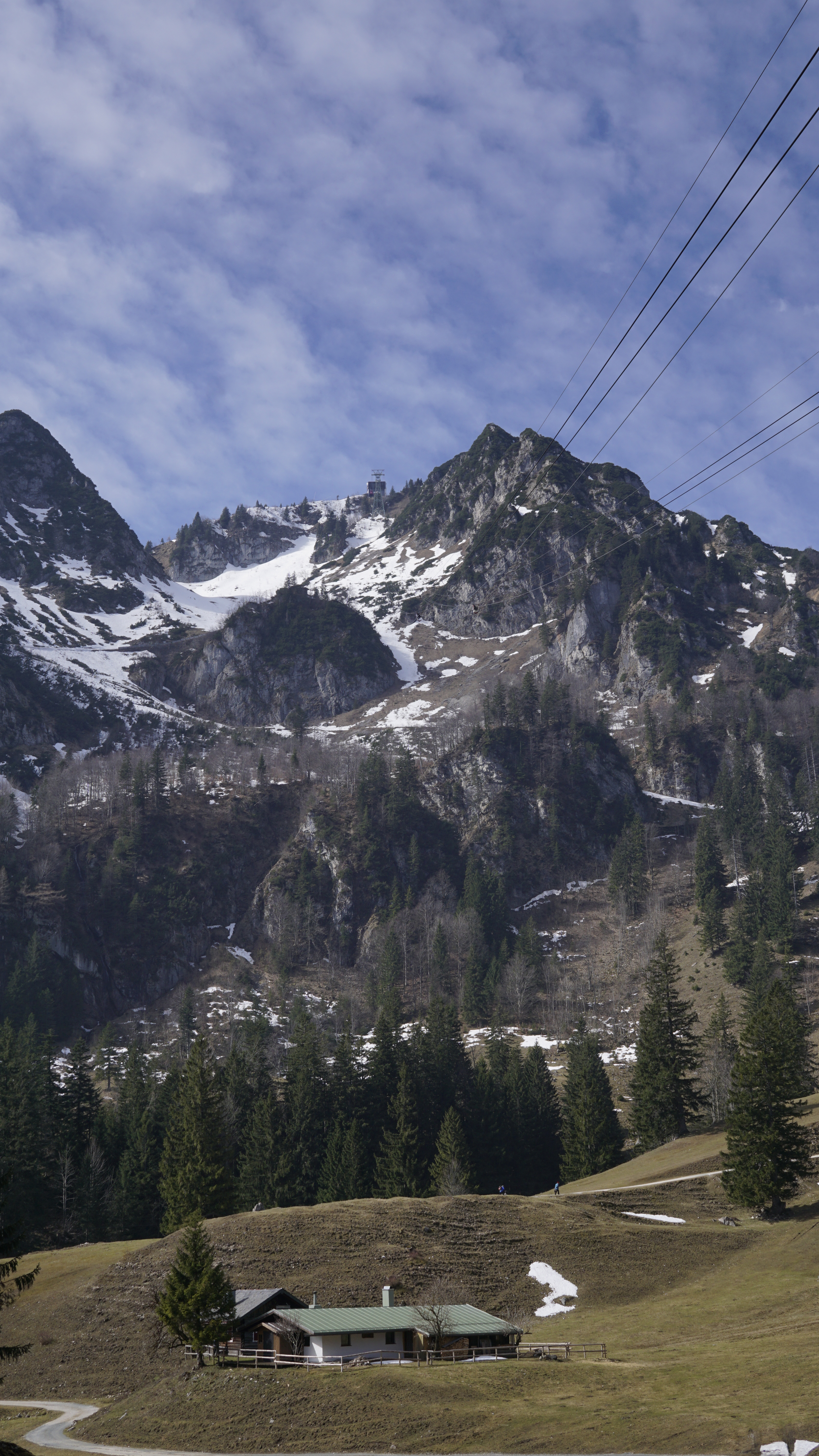
Blick von der Mittelstation der Hochfellnseilbahn Richtung Gipfel. Im schneereichen Kar oberhalb der Tröpflwand befand sich einst das Nährgebiet des nordöstlichen Hochfelln-Lokalgletschers.

Am Hochfelln bestanden während der Würm-Kaltzeit zwei kleine Lokalgletscher. Der erste hatte sein Nährgebiet auf der Nordostseite des Berges und floss dann durch das Schwarzachental nach Norden in Richtung Bergen, wobei er sich unterhalb der Bründlingalm in zwei Äste aufgespalten hatte, die sich dann talauswärts wieder vereinigten. Er erreichte nahezu das Weißachental, das seinerseits von den Ferneismassen des sich nach Osten bewegenden Tiroler-Achen-Gletschers (bzw. Chiemgau-Gletschers) abgeriegelt worden war. Die Ferneismassen bedeckten den Pattenberg und lagen somit auf knapp 850 Meter Höhe. Die Folge war, dass der Abfluss des Schmelzwassers aus dem Hochfelln-Gebiet gehemmt wurde. Dieser Rückstau bewirkte die Ablagerung großer Geschiebemassen innerhalb des Weißachen- und Schwarzachentals. Die Talverschüttung ist noch heute an den Anrissen in kiesigen Ablagerungen an den Hängen beider Täler zu erkennen. In der Umgebung der Bründlingalm und im Schwarzachental östlich des Wimmerbodens hat dieser Lokalgletscher seine Moränen hinterlassen. So ist auf dem Gelände der Bründlingalm ein großer Moränenwall zu beobachten. Den Felsen oberhalb der Tröpflwand hatte der Lokalgletscher außerdem zu einem Rundhöcker verschliffen. 
Der zweite Lokalgletscher hatte sich unterhalb des Gipfels im Kar auf der Ostseite gebildet und war bis zur Farnbödenalm herabgeströmt. Auch das benachbarte Steinbachtal, der Oberlauf des Thoraubachs und der Nesselauer Graben trugen Lokalgletscher.
Da Ferneismassen auch das Tal der Urschlauer Achen durchzogen (als Urschlauer-Achen-Gletscher – ein Seitenast des Tiroler-Achen-Gletschers, der über Röthelmoos eingeflossen war), bildete während der letzten Kaltzeit der Bergstock des Hochfellns mit seinem langen Südgrat in Verbund mit dem Bergstock des Hochgerns einen von Ferneismassen umgebenen Nunatak, der seine eigenen Lokalgletscher trug.

## Geotop
Im Bereich des Hochfellns ist unter der Nummer 189G006 ein Geotop ausgewiesen. Es handelt sich hier um den ehemaligen Alabaster-Bruch an der Kaumalpe südsüdwestlich vom Gipfel. Der Alabaster – eine feinkörnige Gipsvarietät – wurde hier zwischen 1796 und 1816 abgebaut, der Bruch wurde jedoch dann unter Geröll verschüttet.

## Bauten
Das Gipfelkreuz wurde in der Maximilianshütte in Bergen gegossen und in Teilen zerlegt von Arbeitern der Maxhütte, Holzknechten und Dorfbewohnern auf den Gipfel getragen. Das Gipfelkreuz ist 7 Meter hoch und 35 Zentner schwer. Die Kosten von 2.500 Goldmark wurden von allen Gemeinden des Chiemgaus aufgebracht. Die feierliche Einweihung fand dann am 22. August 1886 statt.
Unmittelbar neben dem Gipfelkreuz wurde das Hochfellnhaus erbaut, der höchstgelegene gastronomische Betrieb im Chiemgau. Es wird mittels einer Materialseilbahn von der Forststraße bei der Hofalm im Weißachental versorgt. Der höchste Punkt des Hochfellns befindet sich aber rund 80 Meter südlich des Gipfelkreuzes – dort steht die Tabor-Kapelle mit dem Patrozinium der Verklärung Christi. Sie brannte im Winter 1971 bei einem Gewitter ab und wurde neu errichtet. Sowohl Gipfelkreuz, Hochfellnhaus und Kapelle liegen alle noch eben im Gemeindegebiet von Bergen (Gemarkung Bergener Forst), nur unweit verläuft jedoch bereits die Gemeindegrenze zu Ruhpolding (Ruhpoldinger Forst). Der Norden des Bergstocks bildet Teil der Gemeinde Bergen, wohingegen der Süden zu Ruhpolding gehört.

## Fotogalerie

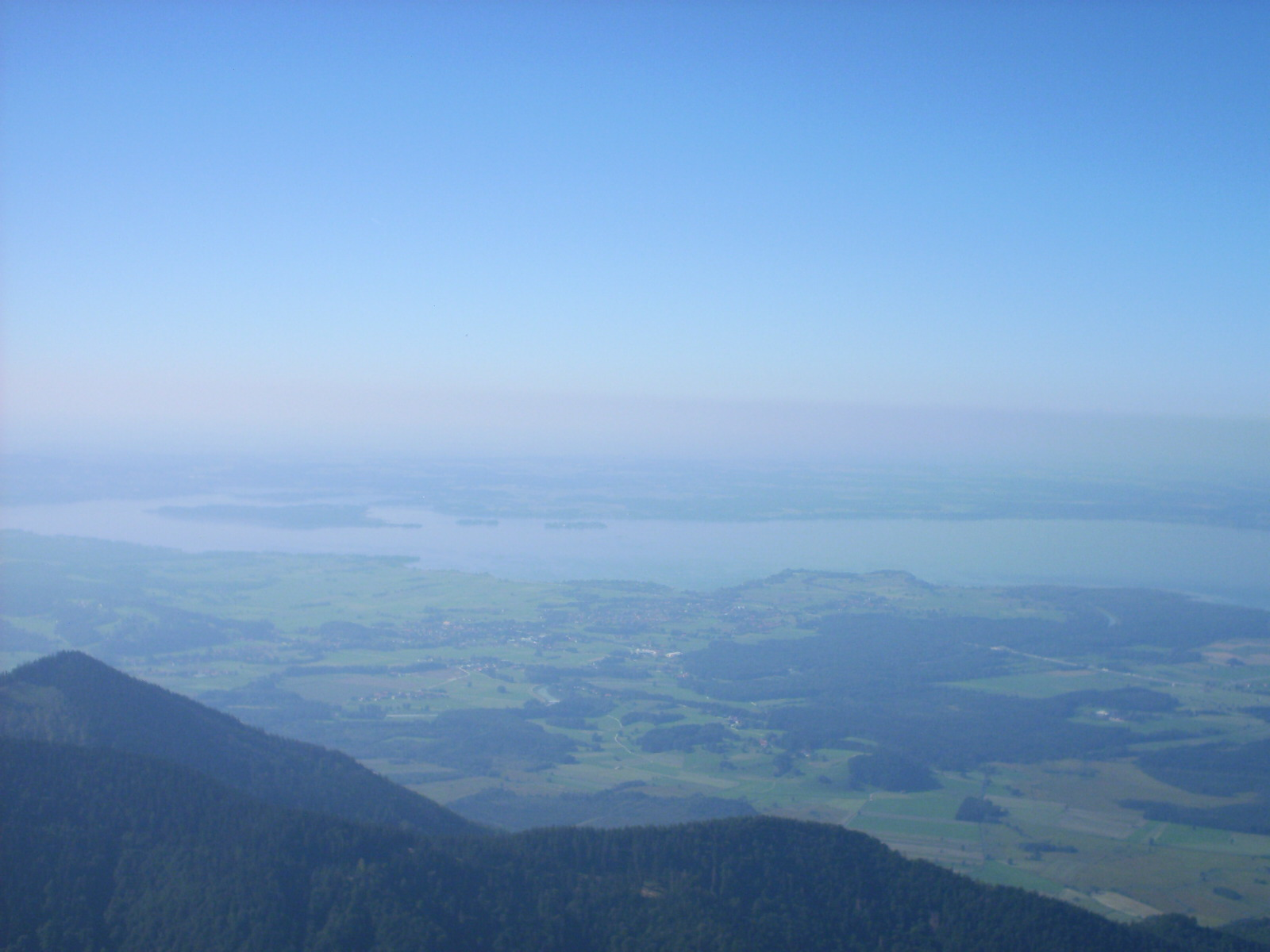
Aussicht vom Hochfelln auf den Chiemsee
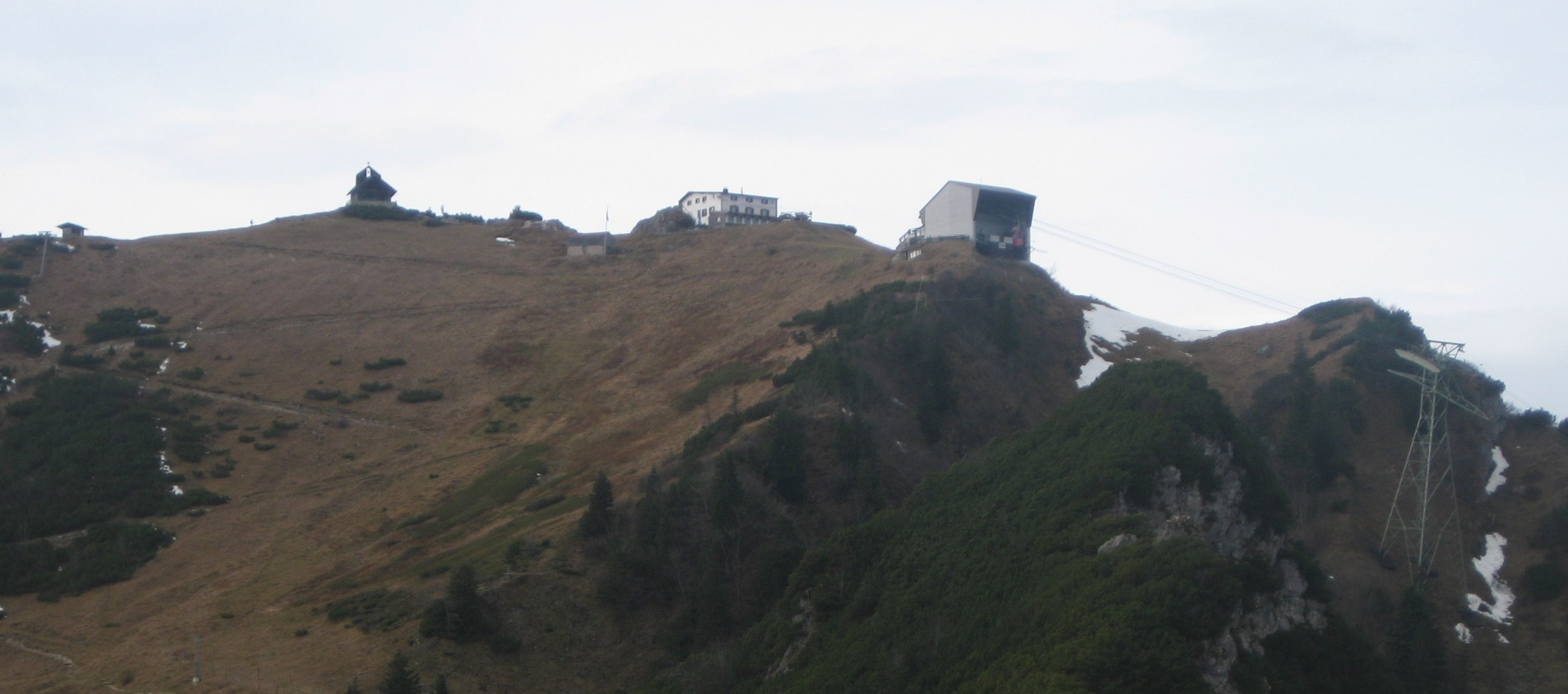
Blick von Osten auf Tabor-Kapelle, Hochfellnhaus, Bergstation der Hochfelln-Seilbahnen (von links)
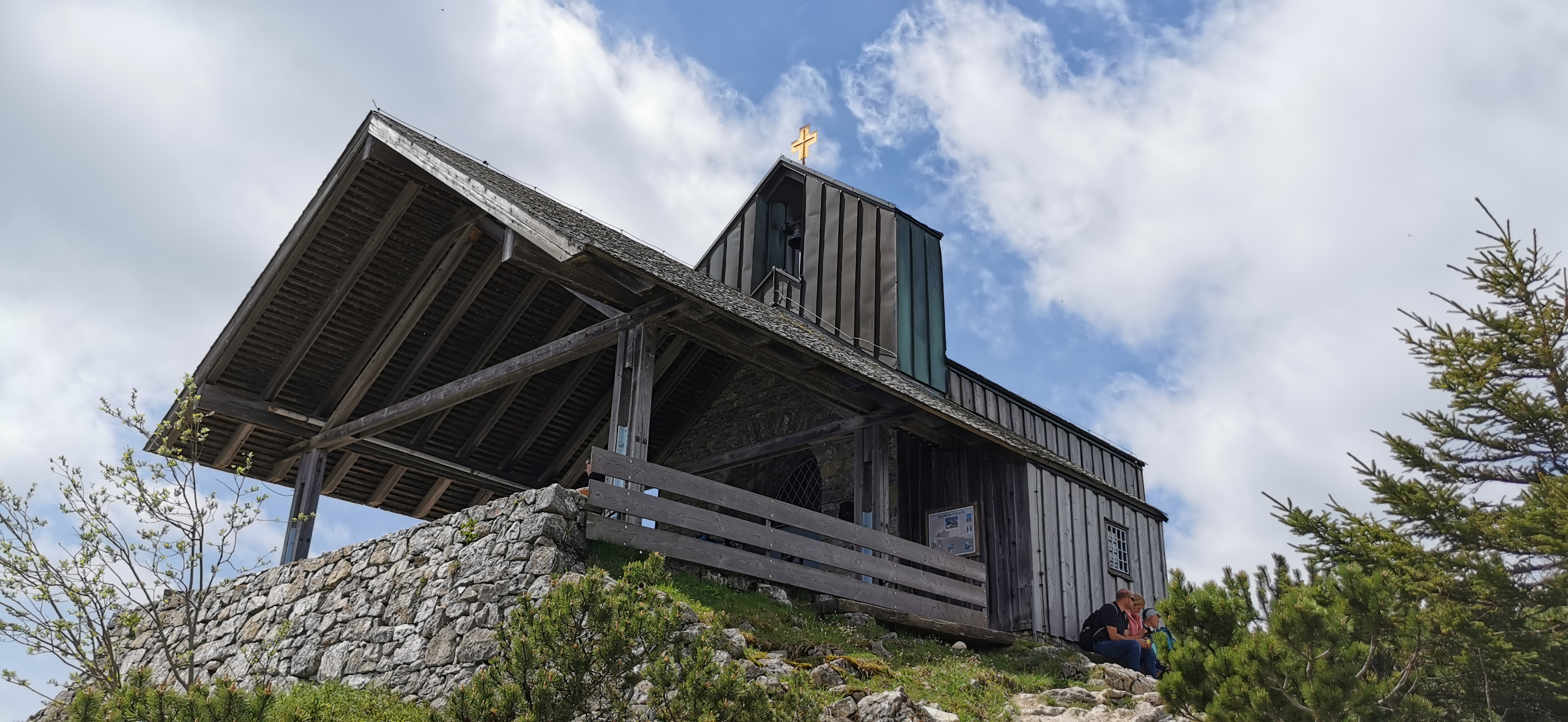
Kapelle